# Šášeň lodní
Šášeň lodní, též sášeň lodní, (Teredo navalis) je mořský mlž, který žije na ponořeném dřevě (molech, kůlech, lodních vracích). Původně pochází z Atlantského oceánu, ale rozšířil se po celé severní polokouli, kde se vyskytuje v mírných až tropických mořích do hloubky 150 m. Z toho důvodu existuje celá řada latinských synonym, např.: T. japonica, T. novangliae, T. sinensis.
Šášeň je hnědý až načervenalý podlouhlý mlž, připomínající červa. Většinou je dlouhý okolo 20 cm, ale může dorůst až do 50 cm, v průměru měří 1 cm. Šášeň nemá pevnou vápenitou schránku, místo ní má na hlavě dvě trojúhelníkové destičky o velikosti asi 2 cm. Tyto destičky používá k vrtání chodeb ve dřevě. Dokáže vyvrtat díru až 60 cm dlouhou o průměru 1 cm. Šášeň vylučuje sekret, který pokrývá vnitřek vyvrtané chodby. Později ztuhne a je možné najít vápenité trubičky.
Původ šášně je patrně v severovýchodním Atlantiku, odkud se díky lodní dopravě rozšířila po celém Atlantiku, Baltském moři, Středozemním moři i východním Pacifiku. Šášni vyhovuje spíše slaná voda, ale může přežít i v brakické vodě (5 ppt).
Šášeň bývala postrachem námořníků, protože vrtá díry ve dřevě. Každá loď musela být čas od času vytažena na souš a vyspravena. V roce 1731 došlo v Nizozemí k povodni, k níž přispěly i vetché hráze poničené šášněmi.
Vývoj trvá asi 5 týdnů. Z vajíček se vylíhnou larvy, které asi 2–3 týdny plavou volně v moři. Mladé šášně jsou hermafroditi, později se odliší pohlaví, nejprve se vyvíjí samčí jedinci, později se stávají samičími. Šášeň se dožívá jednoho až tří let. U Filipín byl objeven druh požírající i kameny. Zřejmě z nich vstřebává minerální látky. Měří 15 cm.

## Ve fosilním záznamu
Činnost zástupců této čeledi byla identifikována také ve fosilním záznamu z období pozdní křídy a raného paleogénu, například v případě objevu zkamenělého dřeva s otvory, mylně popsaném jako čelist sauropodního dinosaura druhu Succinodon putzeri.